# 롱 밸리 칼데라

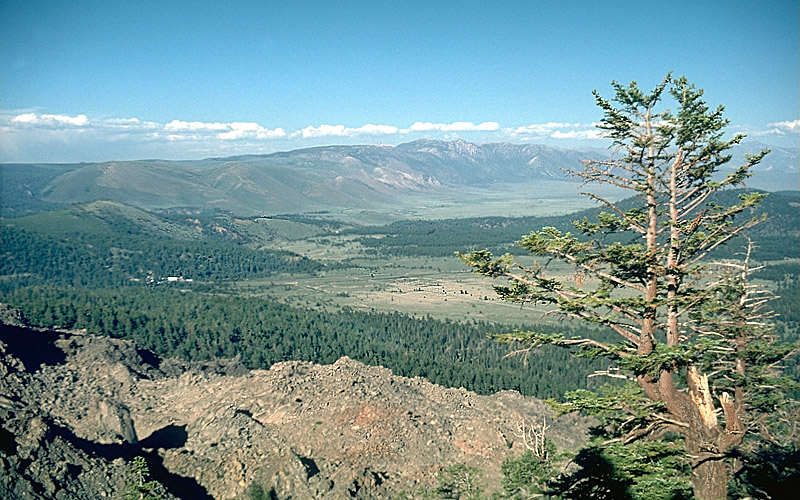

롱 밸리 칼데라(Long Valley Caldera)는 미국 캘리포니아주에 있는 초화산이며, 롱 밸리 슈퍼 칼데라라고도 한다. 이 화산의 분화는 약 760,000년 전에 발생하였는데, 폭발 규모는 지수 7(VEI=7)이었다. 이 화산은 활화산이며, 현재도 분화 조짐이 계속 나타나고 있다. 북쪽에는 모노호가 있다.